# اتیل‌فنیدات
اتیل‌فنیدات (EPH) یک روانگردان و یک آنالوگ ساختاری نزدیک به متیل‌فنیدات است.
اتیل‌فنیدات هم به عنوان یک مهارکننده بازجذب دوپامین و هم به عنوان مهارکننده بازجذب نوراپی‌نفرین عمل می‌کند، به این معنی که به‌طور مؤثری باعث افزایش سطح انتقال‌دهنده‌های عصبی نوراپی‌نفرین و دوپامین در مغز می‌شود، به این صورت که با اتصال به پروتئین‌های حمل‌کننده و تا حدی مسدود کردن آن‌ها مانع از خارج شدن مونوآمین‌ها از شکاف سیناپسی می‌شود.